# Шібі-каган
Шібі-каган (д/н — 619) — 2-й володар Східнотюркського каганату в 609—619 роках.

## Життєпис
Син Ямі-кагана, володаря Східнотюркського каганату. При народженні отримав ім'я Тюрк-шад. Після смерті батька наприкінці 608 або на початку 609 року був призначений суйським імператором Ян-ді новим каганом під ім'ям Шібі-каган.
Одружився зі своєю мачухою Ічжен. Зберігав союзні стосунки з імперією Суй протягом 5 років. Разом з тим стосунки поступово погіршувалися через намагання імператора протиставити Шібі-кагану його братів. Втім той поступово зміцнював владу, відновивши контроль над Турфаном, киданями, відродивши потужне військо. Водночас надавався притулок усім невдоволеним правлінням Ян-ді.
Напочатку 615 року Шібі-каган прибув до імператора, зазначивши його зверхність. Втім невдовзі в Китаї почалося селянське повстання під орудою Ван Сюйба. Ховаючись від проблем, імператор переїхав на північ у місто Фен'янгун. Шібі-хан дізнався, що імператор слабо охороняється і знаходиться неподалік, тому вирішив напасти на нього. Ічжен встигла попередити імператора і той сховався в фортеці Яньмень у Великій Стіні. Тут його оточила тюркська армія. Лише прихід китайського військовика Лі Юаня змусив Шібі-кагана відступити у степ. В свою чергу китайці атакували Ордос, але не досягли значних успіхів. 616 року після поразки в області Маї Шібі-каган замирився з імператором.
У 617 році підтримав кількох повсталих проти влади Суй, зокрема Лю Учжоу в Маї, Лян Шіду в Сячжоу та Доу Цзяньде (в сучасній провінції Хебей), Сє Цзюй в Цзіньчені, Лі Гуй, Гао Кайдао. Усі вони визнали зверхність кагана.
Зрештою Шібі-каган 618 року надав суттєву допомогу Лі Юаню, який повалив Ян-ді. Лі Юань заснував династію Тан. Разом з тим і після цього Шібі-каган продовжував підтримувати місцевих військовиків та князів проти центрального уряду. 619 року перетнув Хуанхе, з'єднався з Лян Шіду й рушив до володінь Лю Учжоу. Але раптово помер біля Тайюаня, де отаборився імператор Гао-цзу. Владу над каганатом успадкував брат Чуло-каган.